# Augochloropsis iris
Augochloropsis iris är en biart som först beskrevs av Carlos Schrottky 1902.  Augochloropsis iris ingår i släktet Augochloropsis och familjen vägbin. Inga underarter finns listade.